# Petrichus meridionalis
Petrichus meridionalis là một loài nhện trong họ Philodromidae.
Loài này thuộc chi Petrichus. Petrichus meridionalis được Eugen von Keyserling miêu tả năm 1891.